# Anthony Basil Taylor
Anthony Basil Taylor (ur. 24 kwietnia 1954 w Fort Worth, Teksas) – amerykański duchowny katolicki, biskup diecezji Little Rock od 2008.

## Życiorys
Jest najstarszym z siedmiorga dzieci Basila i Rachel z domu Roth. Studiował dwa lata na Uniwersytecie w Oklahoma City, a następnie został seminarzystą archidiecezji Oklahoma City. Początkowo do kapłaństwa przygotowywał się w St. Meinrad Seminary College w stanie Indiana. W latach 1976–1980 przebywał w Kolegium Amerykańskim w Rzymie i studiował jednocześnie na Uniwersytecie Gregoriańskim. Święcenia kapłańskie otrzymał w swej rodzinnej parafii NMP w Ponca City, Oklahoma dnia 2 sierpnia 1980 roku. Jako kapłan zaangażował się w duszpasterstwo ludności hiszpańskojęzycznej. W latach 80. podjął dalsze studia w Nowym Jorku, zakończone doktoratem z teologii w 1988 roku. Przez następne dwadzieścia lat służył w parafiach diecezji oraz sprawował opiekę nad neoprezbiterami i duchownymi, którzy po raz pierwszy zostali proboszczami (jednym i drugim pomagał i nadzorował przez pierwszy rok posługi), a także nad diakonami stałymi.
10 kwietnia 2008 otrzymał nominację na ordynariusza diecezji Little Rock w Arkansas. Sakry udzielił mu abp Eusebius Beltran, ówczesny metropolita Oklahoma City.